# Albin Berisha
Albin Berisha (Gjinoc, 14 gennaio 2001) è un calciatore kosovaro, attaccante dell'Hansa Rostock.

## Carriera
Berisha ha iniziato a giocare a calcio nel settore giovanile del Ballkani, per poi passare in Albania al Kukësi e al Laçi. Nel gennaio del 2019 è tornato in Kosovo nel Besa Peć e sei mesi dopo ha fatto ritorno al Ballkani. Il 29 giugno 2020 ha debuttato in prima squadra, nell'incontro di Superliga e Futbollit të Kosovës vinto per 3-1 contro il Vushtrria. Nel settembre seguente è stato prestato per una stagione al Liria. La stagione seguente ha giocato per sei mesi al Ballkani, ma nel febbraio del 2022 è stato nuovamente prestato, questa volta al Malisheva.
Rientrato nuovamente al Ballkani, è stato confermato in prima squadra, iniziando a giocare con regolarità ed ha trovato la prima rete il 19 luglio 2017 nell'incontro di qualificazione per la UEFA Europa Conference League contro il La Fiorita.
Il 5 febbraio 2024 è stato ceduto a titolo definitivo al Petrolul Ploiești, con cui ha messo a segno 4 reti in 17 presenze nella prima divisione rumena. Nell'estate del 2024 si è trasferito invece all'Hansa Rostock, club della terza divisione tedesca.

## Statistiche

### Presenze e reti nei club
Statistiche aggiornate al 17 aprile 2024.
| Stagione        | Squadra           | Campionato      | Campionato | Campionato | Coppe nazionali | Coppe nazionali | Coppe nazionali | Coppe continentali | Coppe continentali | Coppe continentali | Altre coppe | Altre coppe | Altre coppe | Totale | Totale | Totale |
| Stagione        | Squadra           | Comp            | Pres       | Reti       | Comp            | Pres            | Reti            | Comp               | Pres               | Reti               | Comp        | Pres        | Reti        | Pres   | Reti   |        |
| --------------- | ----------------- | --------------- | ---------- | ---------- | --------------- | --------------- | --------------- | ------------------ | ------------------ | ------------------ | ----------- | ----------- | ----------- | ------ | ------ | ------ |
| 2019-2020       | Ballkani          | SL              | 1          | 0          | CK              | 0               | 0               |                    | -                  | -                  |             | -           | -           | 1      | 0      |        |
| 2021-feb. 2022  | Ballkani          | SL              | 3          | 0          | CK              | 0               | 0               |                    | -                  | -                  |             | -           | -           | 3      | 0      |        |
| feb.-giu. 2022  | Malisheva         | SL              | 9          | 3          | CK              | 0               | 0               |                    | -                  | -                  |             | -           | -           | 9      | 3      |        |
| 2022-2023       | Ballkani          | SL              | 23         | 4          | CK              | 0               | 0               | UCL+UECL           | 2+12               | 0+1                | SK          | 1           | 0           | 38     | 5      |        |
| 2023-feb. 2024  | Ballkani          | SL              | 18         | 7          | CK              | 0               | 0               | UCL+UECL           | 2+12               | 0                  | SK          | 1           | 0           | 33     | 7      |        |
| feb.-giu. 2024  | Petrolul Ploiești | L1              | 9          | 2          | CR              | 0               | 0               |                    | -                  | -                  |             | -           | -           | 9      | 2      |        |
| Totale carriera | Totale carriera   | Totale carriera | 63         | 16         |                 | 0               | 0               |                    | 28                 | 1                  |             | 2           | 0           | 93     | 17     |        |

## Palmarès

### Club

#### Competizioni nazionali
- Campionato kosovaro: 1

Ballkani: 2022-2023
- Supercoppa del Kosovo: 1

Ballkani: 2023